# Oracle Challenger Series – New Haven 2019
Die Oracle Challenger Series – New Haven 2019 ist ein Tennisturnier der WTA Challenger Series 2019 für Damen sowie ein Tennisturniers der ATP Challenger Tour 2019 für Herren, welche zeitgleich vom 2. bis 8. September 2019 in New Haven stattfanden.

## Damenturnier
→ Qualifikation: Oracle Challenger Series – New Haven 2019/Damen/Qualifikation